# Petsamoexpeditionerna

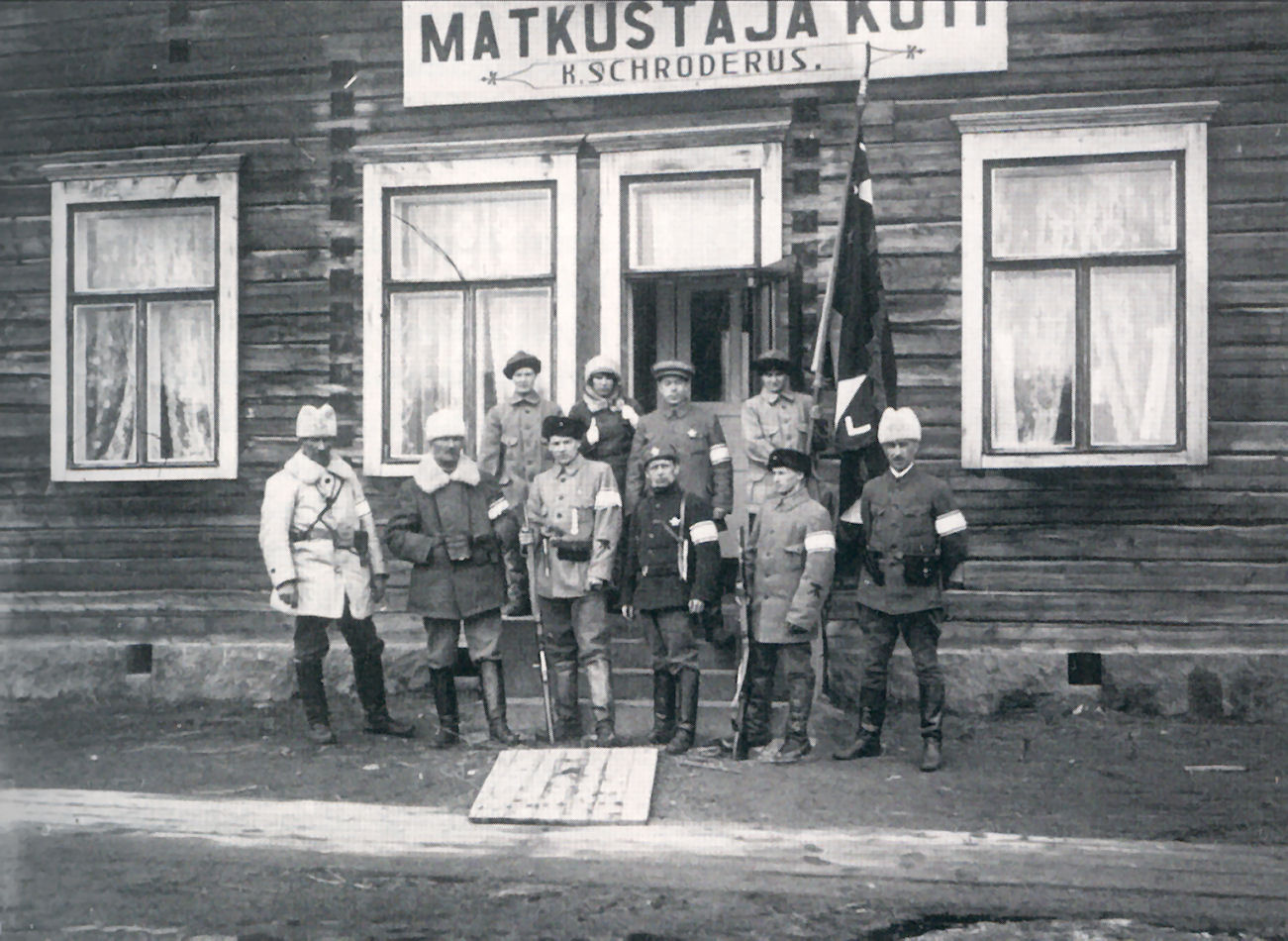
Finländska frivilliga i den första Petsamo-expeditionen 1918. Längst till vänster står biologen Thorsten Renvall, som var expeditionens ledare.

Petsamo-expeditionerna var ett antal skärmytslingar som genomfördes av finländare, huvudsakligen civila frivilliga, dels i maj 1918 och dels i april 1920 över nationsgränsen i Petsamoområdet i Ryssland. Målet med dessa raider var att ta Petsamo för Finland, vilket tidigare hade ställts i utsikt av tsar Alexander II, som utbyte mot år 1864 överförd mark omkring en vapenfabrik vid gränsen vid Systerbäck på Karelska näset. Bolsjevikerna motsatte sig att uppfylla den ryska tsarens tidigare löften, vilket bidrog till en försämring av relationerna mellan det nyligen självständiga Finland och det nybildade Sovjetunionen. Denna gränskonflikt bilades 1920 med Fredsfördraget i Tartu 1920, då Ryssland avträdde Petsamo till Finland.
Vid 1918 års expeditionen, under första världskriget mötte finländarna motstånd av brittisk trupp, som ville förhindra att tyskar skulle följa i kölvattnet, och expeditionen fick återvända utan att ha nått sitt mål. 
1920 års expedition, under ledning först av generalen Kurt Martti Wallenius och sedan av majoren Gustaf Taucher, mötte motstånd av sovjetisk trupp, och återvände också med oförrättat ärende.